# Baba (osada w powiecie mogileńskim)
Baba – osada w Polsce położona w województwie kujawsko-pomorskim, w powiecie mogileńskim, w gminie Mogilno.
W latach 1975–1998 miejscowość należała administracyjnie do województwa bydgoskiego.